# Spilopera lepta
Spilopera lepta är en fjärilsart som beskrevs av Eugen Wehrli 1940. Spilopera lepta ingår i släktet Spilopera och familjen mätare. Inga underarter finns listade i Catalogue of Life.